# Йънг (окръг, Тексас)
Окръг Йънг (на английски: Young County) е окръг в щата Тексас, Съединени американски щати. Площта му е 2411 km², а населението - 17 943 души (2000). Административен център е град Греъм.